# Gol Transportes Aéreos
Pour les articles homonymes, voir GOL et GLO.
Ici tout le monde peut voler.
Gol Transportes Aéreos (code AITA : G3 ; code OACI : GLO) est une compagnie aérienne à bas prix brésilienne.
Fondée en 2001, basée à São Paulo et comptant parmi ses actionnaires Air France-KLM et Delta Air Lines, GOL effectue près de 972 vols par jour sur un réseau couvrant 73 destinations dont 17 internationales aux États-Unis, Caraïbes et en Amérique latine. En 2011, GOL a acquis Webjet (en).
Elle a transporté plus de 35,8 millions de passagers en 2014, principalement sur des vols intérieurs. La flotte est composée, en 2015, de 132 Boeing 737-700/800 et nouvelle génération d'une moyen d'âge de 7,5 ans. Avec sa politique de bas coûts et ses avions modernes, elle détient aujourd'hui, selon le département de l'aviation civile (DAC), 36,57 % du trafic aérien brésilien.
La compagnie est cotée au Bovespa et au NYSE.
Le 28 mars 2007, Gol a officiellement acheté les restes de la faillite de Varig (VRG) pour US$ 320 millions. Gol a annoncé que Varig continuerait à opérer sous son nom propre.

## Flotte

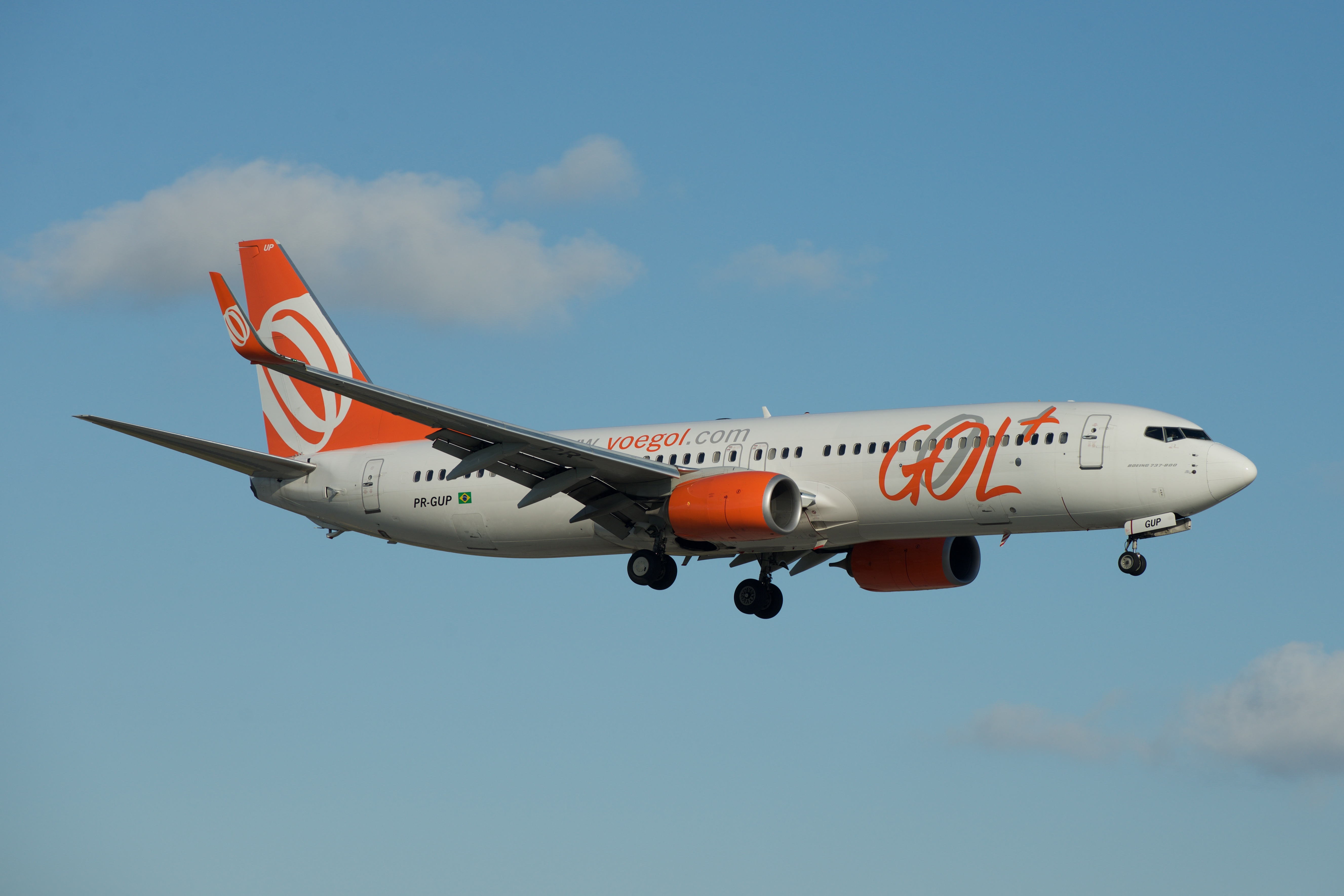
Boeing 737-800 aux couleurs de GOL.

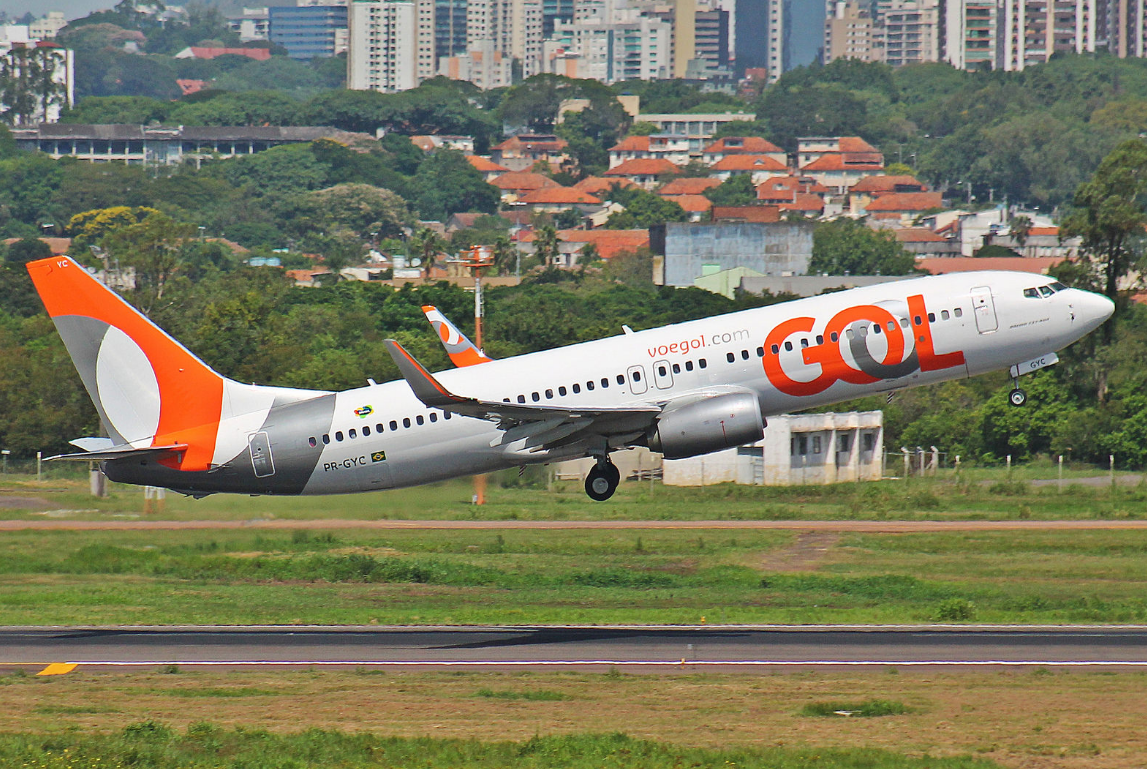
Livrée actuelle.

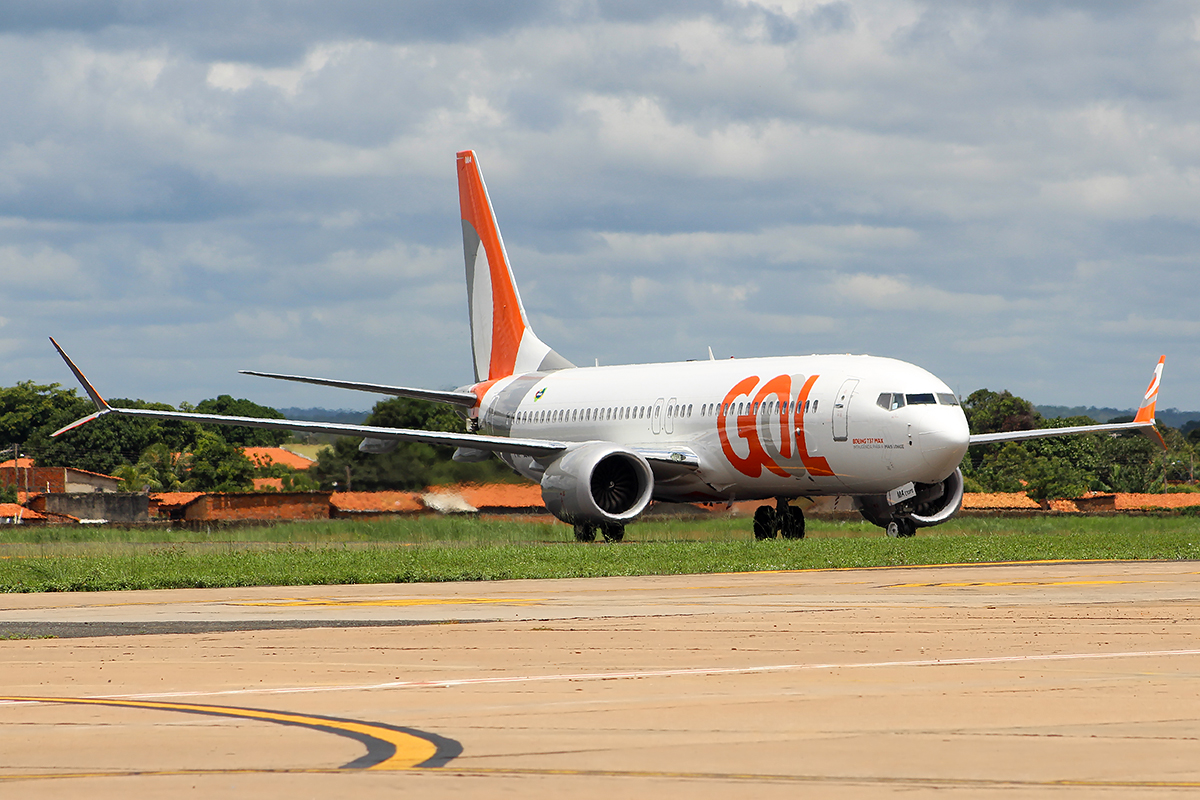
BOEING 737 MAX 8 (PR-XMA) de GOL LINHAS AÉREOS.

Au 10 mai 2025, la flotte de GOL comprend les avions suivants, y compris ceux récupérés lors du rachat des restes de Varig, : 

## Accidents
- Le 20 décembre 2003, le vol 1756, assuré par un Boeing 737-700, au départ de l'aéroport de Congonhas et à destination de l'aéroport de Navegantes, dépasse la fin de la piste lors de son atterrissage à Navegantes. L'appareil heurte un mur avant de s'arrêter. L'ensemble des 149 passagers et membres d'équipage ont survécu[8].
- Le 29 septembre 2006, le vol 1907 Gol, assuré par un Boeing 737-800SFP, au départ de l'Aéroport de aéroport de Manaus et à destination de l'aéroport de Brasilia, est victime d'une collision en vol avec un Embraer Legacy 600. Le Boeing s'est écrasé en pleine forêt amazonienne tandis que l'Embraer a réussi à se poser. Aucun survivant parmi les 154 occupants du vol 1907.